# Svartgryta
Svartgryta (norwegisch für Schwarzer Kessel) ist ein schlammiger Tümpel im ostantarktischen Königin-Maud-Land. In der Gjelsvikfjella liegt er am nordöstlichen Ende der Mayrkette.
Wissenschaftler des Norwegischen Polarinstituts benannten ihn 2011 deskriptiv.